# 勞雷爾帕克 (北卡羅萊納州)
勞雷爾帕克（英語：Laurel Park）是一個位於美國北卡羅萊納州亨德森縣的城鎮。

## 人口
根據2020年美國人口普查的數據，勞雷爾帕克的面積為7.31平方千米，當中陸地面積為7.25平方千米，而水域面積為0.06平方千米。當地共有人口2250人，而人口密度為每平方千米308人。